# Alex Kidd in High-Tech World
Alex Kidd in High Tech World је скролујућа платформа из Alex Kidd серијала издата за Sega Master System.
Игра представља прилагођену јапанску игру Anmitsu Hime: From Amakara Castle развијену за исту конзолу која се базира на јапанској телевизијској серији Anmitsu Hime. 
Што се приче тиче ова игра представља приличну промену у односу на претходне игре из овог серијала. Ниједан од ликова из претходних игара се овде не појављује (укључујући и Алексовог брата). На почетку ове игре појављује се Алексов отац који је нестао у Alex Kidd in Miracle World а који је коначно пронађен у Alex Kidd in the Enchanted Castle. Објављено је да ова игра заправо не представља саставни део главног серијала.
Alex Kidd in High-Tech World је прилично кратка у односу на Alex Kidd in Miracle World и Alex Kidd in Shinobi World. Састоји се од само четири нивоа.